# BScene
Die BScene ist ein zweitägiges Musikfestival, das seit 1997 jährlich in Basel, Schweiz, stattfindet. Es wird von einem ehrenamtlichen Vorstand organisiert und setzte den Fokus einerseits darauf lokalen Bands eine Plattform zu bieten, andererseits diese aber auch national und international zu vernetzen und so die Musikszene zu fördern.

## Ursprung
Der das Festival organisierende Verein «BScene – Das Basler Clubfestival» entstand aus dem Umfeld des Rockfördervereins der Region Basel (seit 2012: RFV Basel – Popförderung und Musiknetzwerk der Region Basel) und wurde am 2. April 1996 als gemeinnütziger Verein gegründet.
Ziel des Vereins war es, für die vielen lokalen Bands, welche kaum Auftrittsmöglichkeiten besassen, mehr Bühnen und somit eine Plattform zu schaffen. Anfangs wurde noch unter dem Namen «Songtage der Region Basel» ein Festival geschaffen um dieses Ziel zu verfolgen und so  die Musikszene der Stadt Basel, der umliegenden Gemeinden sowie der Region Dreiländereck (Schweiz-Deutschland-Frankreich) zu fördern.
Diese Musikszene hat mit Bands und Einzelkünstlern wie den Lovebugs, Kalles Kaviar, GurD, Black Tiger, Brandhärd, Navel, The Scrucialists, The bianca Story, Whysome, Undergod oder Mañana auch Bands von nationaler und internationaler Bedeutung hervorgebracht.
So war es möglich mit einem einzigen Ticket, während zwei Abende diverse Clubs der Stadt zu besuchen und sich eine Vielzahl hochkarätiger Bands anzuhören. Geboren war die «BScene – Das Basler Clubfestival».

## Entwicklung
Über 500 Bands haben seit 1997 an der BScene gespielt. Bis ins Jahr 2005 fanden jährlich abwechselnd grosse und kleine Ausgaben des Festivals statt. Seit dem Jubiläumsjahr 2006 fanden jährlich eine grosse Ausgabe in bis zu dreizehn Clubs statt welche Teilweise auch mehrere Bühnen boten.
Während der Schwerpunkt des Festivalprogramms immer noch auf den lokalen Bands liegt, wurden mit der Zeit auch vermehrt punktuelle internationale Acts gebucht, welche einerseits um das Festivalprogramm attraktiver gestalten zu können und andererseits, um die Vernetzungs- und Austauschmöglichkeiten für Musikschaffende an der BScene noch grösser zu machen.
2008 wurde  ein Besucherrekord aufgestellt: Mit rund 7000 Besuchern war die BScene eines der grössten Clubfestivals der Schweiz. Dieser konnte im Jubiläumsjahr 2016 sogar noch übertroffen werden.

## Veränderungen in der Musikszene
In den Folgejahren konnte nicht mehr an den Erfolg des Jubiläums im 2016 angeknüpft werden.
Obwohl die das Festival einen guten Ruf besass und sich auch jährlich eine grosse Anzahl Bands um einen Slot beworben haben, was für die Wichtigkeit und Relevanz des Festivals sprach, gingen die Besucherzahlen in der zweiten Hälfte der 10er-Jahre zurück.
Die BScene war dabei nicht der einzige Veranstalter der in diesen Jahren zu kämpfen hatte, denn es schien als hätte sich die ganze Musikszene in und um Basel gewandelt. So gab es plötzlich zu viele Bands und zu viele Bühnen für zu wenig Publikum. Auch die viel diskutierte Gratiskultur in Basel könnte ein Grund für die gravierende Veränderung in der Musikszene gewesen sein.

## Neuorientierung
Im Januar 2020 kommunizierte die BScene ein neues Konzept, um diesen neuen Herausforderungen in der Szene entgegenzutreten.
Für die 24. Ausgabe wurde die BScene neu vollständig auf das Kasernenareal in Basel beschränkt, baute dort aber mit zusätzlichen Locations aus. Mit «BScene kompakt» und allen Locations innerhalb weniger Meter Entfernung ist das Ziel, das vorhandene Publikum besser auf die Bands zu verteilen, da so mehr Bands pro Abend besucht werden können. Zudem konnte so ein Festivalzentrum geschaffen werden, welches die Stimmung und das Flair des Festivals nochmals deutlicher von einem „gewöhnlichen Konzertabend“ abhob.
Denn was eigentlich stets ein grosses Ziel der BScene war – die Vernetzung innerhalb der Musikszene und Region- konnte durch die teilweise weit entfernten Clubs, oft nicht optimal umgesetzt werden. Für «BScene kompakt» wurde dieser Aspekt nochmals neu aufgegriffen und stark gefördert, mit zusätzlichen Angeboten für Musikschaffende, einer gezielten Plattform für Austausch und durch gemeinsame Projekte mit Partnern.
So wurde auch der Name angepasst zu «Das Basler Musikfestival», einerseits um das neue Konzept besser abzuheben, aber andererseits um Missverständnisse zu vermeiden, da mittlerweile viele Zuschauer unter "Club" nicht mehr ein klassisches Konzertlokal mit Livemusik verstehen, sondern eher Party-Locations mit DJ’s, welche elektronische Musik spielen.